# Osanna de Kotor
Pour les articles homonymes, voir Hosanna (homonymie).
Bienheureuse Osanna de Kotor (serbe : Озана Которска; 25 novembre 1493 † 27 avril 1565) est une religieuse monténégrine devenue ermite du Tiers-Ordre dominicain à Kotor. Elle est fêtée le 27 avril.

## Biographie
Elle est née dans une famille orthodoxe serbe, et son nom à la naissance était Katarina Kosić. Dans sa jeunesse, elle était bergère et a commencé à avoir des visions du l'Enfant Jésus. Quand elle avait 12 ans, les visions ont été suivies par le désir de voyager à Cattaro (maintenant Kotor au Monténégro). À Kotor, elle s'est convertie au catholicisme.
Peu de temps après, elle voulait devenir un ermite. Au début, elle vivait dans une cellule près de l'église de Saint-Barthélemy et puis elle a déménagé dans une autre cellule, de l'église Saint-Paul. Elle est entrée dans le tiers-ordre dominicain, prenant le nom d'Osanna (c'était le nom d'un autre tertiaire dominicain, bienheureuse Osanna de Mantoue).
Elle meurt à Kotor le 27 avril 1565, de causes naturelles. Elle a été enterrée dans l'église Saint-Paul, mais son corps a été transféré dans l’église collégiale Sainte-Marie en 1807.

## Béatification
Le pape Pie XI a confirmé son culte le 21 décembre 1927 et l'a béatifié en 1934.
Sa fête est fixée au 27 avril d’après le Martyrologe romain.